# Marcus Grate
Marcus Grate, född 27 december 1996 i Vaxholm, är en svensk längdåkare. 2018 debuterade han i världscupen i Lahtis. Den 12 januari 2020 kom hans första pallplats i världscupen när han blev 2:a i sprintstafetten tillsammans med Johan Häggström i tyska Dresden. 3 januari 2025 nådde han sin första individuella pallplats i världscupen då han blev trea i sprinten i klassisk stil i Val di Fiemme under den femte etappen av Tour de Ski. På klubbnivå tävlar han för IFK Umeå.

## Pallplatser

### Lag
| Säsong  | Datum           | Plats   | Disciplin         | Placering | Lagkamrat(er)   |
| ------- | --------------- | ------- | ----------------- | --------- | --------------- |
| 2019/20 | 12 januari 2020 | Dresden | Sprintstafett (F) | 2:a       | Johan Häggström |

## Säsong 20/21

### Individuellt
| Säsong  | Datum            | Plats       | Disciplin  | Placering |
| ------- | ---------------- | ----------- | ---------- | --------- |
| 2021/22 | 26 november 2021 | Ruka        | Sprint (K) | 10:a      |
| 2021/22 | 3 december 2021  | Lillehammer | Sprint (F) | 6:a       |
| 2021/22 | 17 december 2021 | Dresden     | Sprint (F) | 13:e      |

### Lag
| Säsong  | Datum            | Plats   | Disciplin         | Placering | Lagkamrat(er)   |
| ------- | ---------------- | ------- | ----------------- | --------- | --------------- |
| 2021/22 | 18 december 2020 | Dresden | Sprintstafett (F) | 10:a      | Johan Häggström |